# Kenton (Ohio)
Kenton is een plaats (city) in de Amerikaanse staat Ohio, en valt bestuurlijk gezien onder Hardin County.

## Demografie
Bij de volkstelling in 2000 werd het aantal inwoners vastgesteld op 8336.
In 2006 is het aantal inwoners door het United States Census Bureau geschat op 8149, een daling van 187 (-2.2%).

## Geografie
Volgens het United States Census Bureau beslaat de plaats een oppervlakte van
11,8 km², waarvan 11,6 km² land en 0,2 km² water. Kenton ligt op ongeveer 284 m boven zeeniveau.

## Plaatsen in de nabije omgeving
De onderstaande figuur toont nabijgelegen plaatsen in een straal van 20 km rond Kenton.